# Amt
 Denne artikel omhandler amter. For andre betydninger af Amt, se Amt (flertydig). (Se også artikler, som begynder med Amt)
 Ikke at forveksle med Amtskommune.
Amt er en betegnelse for administrativ inddeling på sekundærniveau, der blev anvendt i Danmark fra 1662 til 2007, hvorefter amtsstrukturen blev afløst af en ny struktur baseret på en opdeling af Danmark i 5 regioner. Amtsinddeling har tillige været anvendt i Hertugdømmerne, på Island, i Norge samt for Færøerne og Grønland. På tysk område kendes amtsinddeling fra Kongeriget Hannover, Mecklenburg, Hertugdømmet Nassau, Provinsen Westfalen og Württemberg.

## Amtsinddelingen i de enkelte lande

### Danmark
Amt var i Danmark tidligere betegnelsen for overøvrighedskredsene eller den øverste verdslige inddeling af Landet. Mens udtrykket allerede i middelalderen var i brug i Hertugdømmerne, blev det først 1662 indført i kongeriget, idet det dette år ved kongelig ordre af 19. februar 1662 blev bestemt, at de hidtilværende len for fremtiden skulle benævnes amter. Antallet af amter var oprindeligt meget stort (omkring 50), men da hver amtmand som regel havde flere amter under sig, var tallet på amtmandskaberne betydelig ringere. Ved kongelig resolution den 4. september 1793 og bekendtgørelse den 21. juni 1794 blev en ny opdeling i 24 amter indført. Den da bebudede ordning blev dog først efterhånden gennemført og ikke altid i den oprindeligt påtænkte skikkelse. Senere hen skete der kun få forandringer med amtsinddelingen. Købstæderne var fra først af ikke indordnede under denne, men hørte direkte under stiftamtmanden. Først 1793 skete en forandring heri, og de udgjorde siden altid en del af de amter, inden for hvis område, de lå. En undtagelse dannede kun København, der lige siden 1660 var en selvstændig, med amterne sidestillet overøvrighedskreds. Amterne fremtrådte i det hele som en underinddeling af stifterne, men der var dog fem amter, hvis områder lå i flere stifter. De jyske amter var gennemgående betydeligt større end amterne på øerne.
Den amtsinddeling, der var gældende frem til 1970, talte, når København medregnes, 24 amter, nemlig følgende (areal i 1906):
1. Hjørring Amt ...... 2852,6 km²
2. Thisted Amt ....... 1778,4 km²
3. Aalborg Amt ....... 2932,5 km²
4. Viborg Amt ........ 3057,5 km²
5. Randers Amt ....... 2460,2 km²
6. Ringkøbing Amt .... 4649,7 km²
7. Ribe Amt .......... 3058,7 km²
8. Århus Amt ........ 2510,1 km² (areal inkl. Skanderborg Amt)
9. Skanderborg Amt....
10. Vejle Amt ......... 2349,9 km²
11. Tønder Amt (fra 1920)
12. Haderslev Amt (fra 1920)
13. Aabenraa Amt (fra 1920)
14. Sønderborg Amt (fra 1920)
15. Odense Amt ........ 1809,3 km²
16. Svendborg Amt ..... 1664,9 km²
17. Holbæk Amt ........ 1721,7 km²
18. Frederiksborg Amt . 1359,3 km²
19. København
  1. Dele af 19 og hele 20 Københavns Amt..... 1172,9 km² (underinddelt i Københavns Amtsrådskreds og Roskilde Amtsrådskreds)
  2. Del af 19 Staden København (ikke et amt) ........ 70,9 km²
  3. Del af 19 Frederiksberg kommune (ikke et amt)
20. Roskilde Amt (delvist en del af Københavns Amt)
21. Sorø Amt .......... 1480,3 km²
22. Præstø Amt ........ 1692,9 km²
23. Maribo Amt ........ 1775,3 km²
24. Bornholms Amt ...... 587,5 km²
25. Grønlands Amt (fra 1953. Ikke vist på kortet)

Frem til 1948 var endvidere bl.a.
1. Færø (ikke vist på kortet)

Endelig blev de daværende 24 amter (København og Roskildes regnes for et amt) ved kommunalreformen den 1. april 1970 ændret til 14, og med sammenlægningen af Bornholms amt og kommuner den 1. januar 2003 ændre til 13 amter. Ved Strukturreformen den 1. januar 2007 blev amterne nedlagt og erstattet af 5 regioner.
Bemærk at Københavns Kommune og Frederiksberg Kommune af historiske årsager ikke har indgået i noget amt men i stedet har fungeret som både kommuner og amter. Denne særstatus bortfaldt ved Strukturreformen.

## Amternes opgaver
Amterne tog sig af de opgaver, der kræver et stort befolkningsunderlag. Amternes største og dyreste opgave var sygehusene. Amterne havde bl.a. ansvaret for:
- Hospitaler, Sygehuse og sygesikring
- Døgninstitutioner for børn, unge og handicappede
- Uddannelsesområdet. Gymnasier, HF, indvandrerundervisning osv.
- Miljøplanlægning
- Regionplanlægning
- Offentlig transport – ofte løses dette i kommunale fællesskaber med primærkommunerne.

I alle amter fandtes et statsligt tilsynsråd, der fører tilsyn med, at kommunernes beslutninger er lovlige og er klagemyndighed efter en række love.

## Amtsråd
Amtsrådene blev oprettet i 1842. Frem til 1970 var amtmændene formænd og forretningsførere for amtsrådene. Derefter blev hvervet som formand overtaget af amtsborgmesteren, mens opgaven som forretningsfører blev delt mellem amtsborgmesteren og amtskommunaldirektøren.
Det var fastsat ved lov, at amtsrådene skulle have et ulige antal medlemmer mellem 9 og 31 (dog var Borgerrepræsentationen i Københavns Kommune, der var både en kommune og et amt, fritaget fra denne regel og har 55 medlemmer). Møderne i amtsrådet var åbne for offentligheden, men dørene kunne dog lukkes, hvis særlige forhold talte for det. Amtet var baseret på borgernes amtsskat og grundskyld (jordværdiskat) samt på forskellige statslige tilskudsordninger.
Før 1935 var amtsrådene indirekte valgt med en embedsperiode på 6 år, modsat kommunalbestyrelser der blev valgt for 4 år. En lovændring i 1933 betød, at amtsrådene fremover blev direkte valgt for en periode på 4 år, med kommunal- og amtsvalg afholdt samme dag. Det første valg efter disse ændringer var i 1937. På grund af Besættelsen blev det næste kommunalvalg udsat, og først afholdt i 1943. Det første amtsrådsvalg efter Befrielsen var i 1946, og derefter var der valg hvert fjerde år til og med 1978. Fra 1943 til 1978 blev valget afholdt en tirsdag i første halvdel af marts. Med effekt fra 1981 blev datoen for amtsrådsvalg rykket til den tredje tirsdag i november. Dette fortsatte indtil sidste amtsrådsvalg i 2001. Som konsekvens af Strukturreformen i 2007, blev amter og amtsråd erstattet af regioner og regionsråd, og det næste lokalvalg i 2005 var derfor til kommunalbestyrelser og regionsråd.

## Amternes folketal1. januar2006
| Indbyggertal 1. januar 2006                | Indbyggertal 1. januar 2006 | Indbyggertal 1. januar 2006 | Indbyggertal 1. januar 2006 |
| Amt                                        | Indbyggere                  | Amt                         | Indbyggere                  |
| ------------------------------------------ | --------------------------- | --------------------------- | --------------------------- |
| Københavns Amt                             | 618.529                     | Sønderjyllands Amt          | 252.433                     |
| Frederiksborg Amt                          | 378.686                     | Ribe Amt                    | 224.261                     |
| Roskilde Amt                               | 241.523                     | Vejle Amt                   | 360.921                     |
| Vestsjællands Amt                          | 307.207                     | Ringkøbing Amt              | 275.065                     |
| Storstrøms Amt                             | 262.781                     | Århus Amt                   | 661.370                     |
| Bornholms Regionskommune                   | 43.245                      | Viborg Amt                  | 234.896                     |
| Fyns Amt                                   | 478.347                     | Nordjyllands Amt            | 495.090                     |
| Kilde: Danmarks Statistik, Statistikbanken |                             |                             |                             |

## Amternes opgaver efterstrukturreformen
Ved årsskiftet 2006/2007 blev amterne afskaffet. De fleste af deres opgaver varetages nu af de nye stor-kommuner, mens opgaven med bestyrelse af hospitaler og lands- og landsdelsdækkende specialskoler varetages af regionerne, og en del af de tidligere amtsveje er overgået til staten.

## Amter i omkringliggende lande

### Holsten
Holsten var i dansketiden og senere inddelt i følgende amter:
1. Ahrensburg Amt
2. Ahrensbök Amt
3. Bordesholm Amt
4. Cismar Amt
5. Cronshagen Amt
6. Kiel Amt
7. Neumünster Amt
8. Plön Amt
9. Reinbek Amt
10. Reinfeld amt
11. Rendsburg Amt
12. Retwisch Amt
13. Segeberg Amt
14. Steinberg Amt
15. Traventhal Amt
16. Tremsbüttel Amt
17. Trittau Amt

Ved siden af disse fandtes med amtslignende status:
1. Nordre Ditmarsken
2. Søndre Ditmarsken
3. Herskabet Herzhorn
4. Herskabet Pinneberg
5. Grevskabet Rantzau

### Island
Island var fra 1684 til 1770 et amt, derefter inddelt i 4 amter, der dog kun udgjorde 2 amtmandskaber: Suður- og Vesturamt (Sønder- og Vesteramt) henholdsvis Norður- og Austuramt (Nørre- og Østeramt); 1787 adskiltes Sønderamt og Vesteramt. Pr. 1. oktober 1904 blev amtmandsembederne imidlertid ophævede.

### Norge
Norge blev 1671 inddelt i 4 stift- eller hovedamter og 8 underliggende amter. Fra Akershus Amt udskiltes 1757 Oplands Amt, som 1781 blev delt i to: Hedemarkens Amt og Kristians Aamt. I 1763 deltes Bergenhus Amt i et Søndre og et Nordre Bergenshus Amt, ligeledes Trondhjems Amt 1804 i et Søndre og et Nordre Trondhjems Amt; Jarlsberg og Larviks Amt blev oprettede 1821, og endelig udskiltes Tromsø Amt 1866 fra Finmarkens A.
Amterne i Norge var siden 1866 følgende 20:
1. Kristiania by ............. 16,6 km²
2. Smaalenenes Amt ......... 4144,1 km²
3. Akershus Amt ............ 5235,3 km²
4. Hedemarkens Amt ........ 27480,5 km²
5. Kristians Amt .......... 25275,4 km²
6. Buskeruds Amt .......... 14816,9 km²
7. Jarlsberg og Larviks Amt .2319,6 km²
8. Bratsbergs Amt ......... 15189,1 km²
9. Nedenes Amt.............. 9348,0 km²
10. Lister og Mandals Amt ... 7264,2 km²
11. Stavanger Amt ........... 9147,2 km²
12. Søndre Bergenhus Amt ... 15606,4 km²
13. Bergen by ................. 13,6 km²
14. Nordre Bergenhus Amt ... 18481,5 km²
15. Romsdals Amt ........... 14990,1 km²
16. Søndre Trondhjems Amt .. 18612,4 km²
17. Nordre Trondhjems Amt .. 22495,1 km²
18. Nordlands Amt .......... 38646,1 km²
19. Tromsø Amt ............. 26246,1 km²
20. Finmarkens Amt ......... 47580,3 km²

I 1919 blev amtsbetegnelsen i Norge erstattet med fylke.

### Provinsen Westfalen (Preussen)
Westfalen, der i årene 1806-1813 under fransk styre var blevet inddelt i kantoner, blev fra 1841 omstruktureret med virkning fra 1843 til en inddeling i amter, fra 1874 i Amtsbezirke.

### Kongeriget Hannover
Kongeriget Hannover var inddelt i amter frem til dets indlemmelse i Preussen i 1866 hvorefter det frem til 1885 blev omordnet til landkredse.

### Mecklenburg
Mecklenburg var indtil 1918 inddelt i amter og stæder.

### Nassau
Hertugdømmet Nassau var oprindeligt inddelt i 28 amter, hvilke var i brugt indtil hertugdømmets afskaffelse i 1866.

### Württemberg
I Württemberg indførtes en amtsinddeling i 1758, ændret 1806 og 1810 og derefter i brug frem til 1934, da benævnelsen „Landkreis“ blev indført.